# بلدة شبوا (مقاطعة ايزابيلا)
شبوا، مقاطعة ايزابيلا (بالإنجليزية: Chippewa Township, Isabella County, Michigan)‏ هي بلدة تقع بولاية ميشيغان في الولايات المتحدة. تبلغ مساحتها 94 (كم²)، وترتفع عن سطح البحر 227 م، بلغ عدد سكانها 4617 نسمة في عام تعداد الولايات المتحدة 2000 حسب إحصاء مكتب تعداد الولايات المتحدة وتصل الكثافة السكانية فيها 49.3 نسمة/كم2.

## وصلات خارجية
- The US50 - Cities and Towns in Michigan State
- Michigan Cities and Towns, Facts, Map, Flag, Colleges, Government, and More